# Franz Oberacher
Franz Oberacher (24 de março de 1954) é um ex-futebolista austríaco.

## Carreira
Franz Oberacher competiu na Copa do Mundo FIFA de 1978, sediada na Argentina, na qual a seleção de seu país terminou na sétima colocação dentre os 16 participantes.